# Makalu

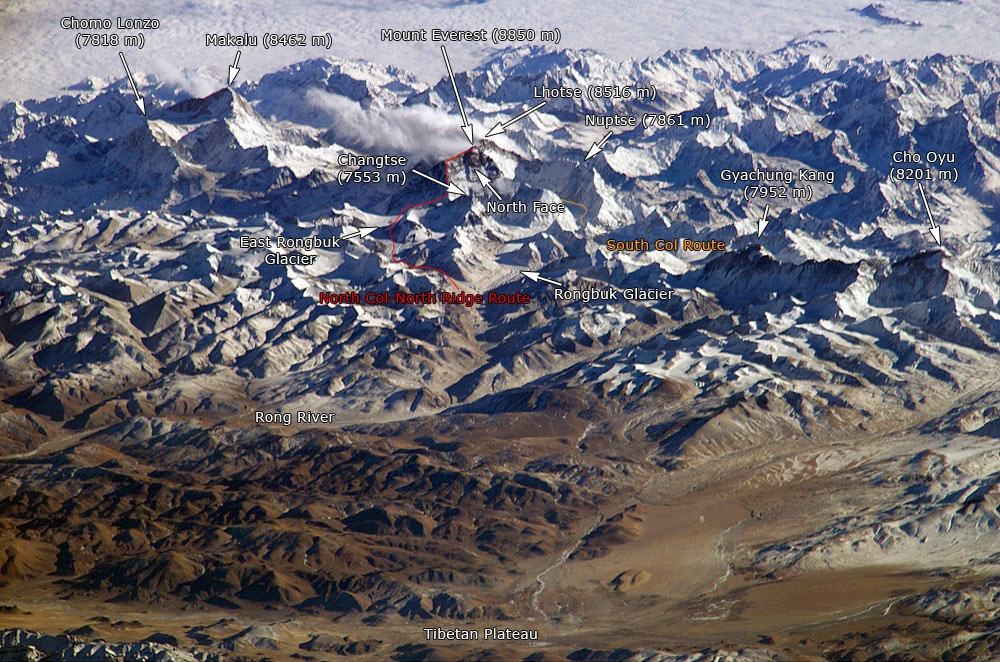
Zdjęcie satelitarne Himalajów z zaznaczonym Makalu

Makalu (nep. मकालु, chiń. 马卡鲁山 Mǎkǎlǔ Shān) – ośmiotysięcznik, piąty co do wysokości szczyt świata. Położony w Himalajach Wysokich, na granicy Chin i Nepalu, 20 km na południowy wschód od Mount Everestu. Według różnych źródeł jego wysokość wynosi 8463 lub 8485 m n.p.m. (około 3,5-4,5 kilometra od podstawy – w zależności od przyjętego obszaru odniesienia), a jego południowa ściana ma 2500 metrów wysokości. Zbudowany jest z gnejsów, granitów i skał osadowych. Silnie zlodowacony – granica wiecznego śniegu powyżej 5700 m n.p.m. Makalu posiada drugi, niższy wierzchołek – Makalu II (również Kangchungtse) o wysokości 7678 m.

## Geneza nazwy
Dawna nazwa to Khamba Lung, pochodząca od nazwy tybetańskiego regionu Kham. Pochodzenie nazwy Makalu pozostaje niejasne. Prawdopodobnie słowo to wywodzi się od sanskryckiego maha-kala, przydomka Śiwy. Nie ma jednak co do tego pewności. Góra ma stanowić tron bóstwa. Wyrażenie maha-kala można by również przetłumaczyć jako Wielki Czarny lub Wielka Czerń, co mogłoby się odnosić do wyglądu góry. Inna hipoteza mówi, że nazwa Makalu powstała z przekręcenia słowa Kamalu – a ściślej – Kamalung, co po tybetańsku oznacza dolinę Kamy – rzeki płynącej po północnej stronie masywu.

## Historia wypraw
- 1954 – wyprawy amerykańska i brytyjska – pierwsza próba zdobycia szczytu
- 1954 – jesień – wyprawa francuska, zdobycie pobliskiego Chomo Lonzo 7797 m n.p.m.
- 15 maja 1955 – wejście wyprawy francuskiej – na szczycie stanęli Lionel Terray i Jean Couzy.
- 1970 – wejście wyprawy japońskiej
- 1971 – wejście wyprawy francuskiej
- 1975 – wejście wyprawy jugosłowiańskiej

- 1976 – wejście wyprawy czechosłowackiej (11 osób) filarem południowo-zachodnim na Makalu South (8010 m n.p.m.). Dwaj z nich – Karel Schubert i Milan Kriššák oraz Jorge Camprubi z wyprawy hiszpańskiej zdobyli 24 maja wierzchołek główny (K. Schubert zginął w zejściu)[5]
- Pierwsze polskie wejście miało miejsce 15 października 1981, dokonane przez Jerzego Kukuczkę.
- 1997 – po siedmiu nieudanych próbach (1977-1996) rosyjski zespół z Jekaterynburga wszedł na szczyt technicznie najtrudniejszą trasą biegnącą po zachodniej ścianie Makalu[6][czas?]. Wejście to uznano za najwybitniejsze osiągnięcie alpinistyczne roku 1997 i nagrodzono je Złotym Czekanem w 1998[potrzebny przypis]. Uczestnicy: Salavat Habibulin (kapitan, zmarł z wyczerpania pod samym szczytem)[7][czas?], Igor Bugaczewski (zginął podczas schodzenia), Aleksy Bołotow, Mikołaj Żylin, Jura Jermaczek, Dymitr Pawlenko i trzy inne osoby[8].
- Zimą 2005/2006 Jean-Christophe Lafaille próbował zdobyć samotnie i bez tlenu niezdobyty zimą szczyt. Zaginął pod koniec stycznia, najprawdopodobniej podczas ataku szczytowego z obozu na wysokości 7600 m.
- Pierwszego wejścia zimowego dokonali Simone Moro i Denis Urubko 9 lutego 2009.

Do końca XX w. na wierzchołku Makalu stanęło prawie 180 wspinaczy, członków ponad stu ekspedycji. Na stokach góry poniosło śmierć 20 himalaistów, w tym trzech polskich: Andrzej Młynarczyk (1978), Tadeusz Szulc (1982) i Ryszard Kołakowski (1988).

### Polskie wejścia
- 1981 – Jerzy Kukuczka (solo, stylem alpejskim, bez wspomagania tlenem, nową drogą, wiodącą północno-zachodnią ścianą i następnie północnym filarem)
- 1982 – Andrzej Czok (nową drogą – zachodnią ścianą)
- 1986 – Krzysztof Wielicki
- 1988 – Tomasz Kopyś, Ryszard Kołakowski (zginął podczas zejścia 14 października 1988)
- 2002 – Piotr Pustelnik
- 2006 – Anna Czerwińska
- 2011 – Adam Bielecki, Artur Hajzer, Tomasz Wolfart[9]
- 2018 – Wojciech Flaczyński[10]
- 28 maja 2022 – Dorota Rasińska-Samoćko[11] (był to czwarty ośmiotysięcznik himalaistki w ciągu miesiąca - po Annapurnie 28.04, Kanczendżonedze - 12.05, Lhotse - 22.05, rekord szybkości bez sponsorów i komercyjnego zaplecza, wspinając się tylko z jednym partnerem wspinaczkowym)[12]
- 15 maja 2024 – Waldemar Kowalewski[13]